# Midlands
Midlands este o zonă a Angliei centrale care se învecinează cu Sud Estul, Sud Vestul, Nord Vestul, Estul Angliei și cu Yorkshire și Humber. Cel mai mare oraș al său este Birmingham. Corespunde în mare parte Regatului Mercia din Evul Mediu timpuriu, și a jucat un rol important în revoluția industrială a secolelor al XVIII-lea și al XIX-lea. În scopuri statistice, Midlands este împărțit în West Midlands și East Midlands.

## Întindere
Deși nu există o definiție precisă, când este definit ca fiind alcătuit din regiunile East Midlands și West Midlands (descrise de mai jos), Midlands cuprinde comitatele⁠(d) Derbyshire, Herefordshire, Leicestershire, Lincolnshire (exceptând burgurile din Lincolnshire de Nord și Lincolnshire de Nord-Est), Northamptonshire, Nottinghamshire, Rutland, Shropshire, Staffordshire, Warwickshire, Worcestershire și districtele metropolitane din West Midlands. Dacă nu se ține cont de limitele regionale oficiale, se poate spune că Midlands ar include și Peterborough (istoric parte din Northamptonshire) și districtele menționate anterior din Lincolnshire. 
În plus, există o regiune informală cunoscută sub denumirea de South Midlands,⁠(d) care ar putea fi definită ca înglobând părțile de sud din East Midlands și comitatele Bedfordshire, Buckinghamshire și Oxfordshire din Sudul Angliei⁠(d). În schimb, deși părțile nordice ale comitatelor Derbyshire și Nottinghamshire fac parte oficial din Midlands, ele sunt adesea considerate a fi în nordul Angliei⁠(d), nordul Derbyshire-ului aflându-se aproape de orașele Sheffield și Manchester, iar nordul Nottinghamshire-ului lângă Sheffield. Cu toate acestea, ele sunt incluse în regiunea informală North Midlands⁠(d), care include, de asemenea, Lincolnshire și Staffordshire, împreună cu părțile sudice din Cheshire și South Yorkshire din nordul Angliei, într-o măsură mai mică. 
Cu limite mai restrânse decât zona cunoscută în mod tradițional ca Midlands, două regiuni ale Angliei (foste regiuni ale oficiilor Guvernului) o reprezintă împreună: West Midlands și East Midlands. Acestea sunt, de asemenea, circumscripții ale Parlamentului European și regiuni statistice NUTS 1⁠(d). 
West Midlands cuprinde: 
- comitatul metropolitan (7) West Midlands (cu burgurile sale metropolitane)
- (4) Staffordshire, (6) Warwickshire și (8) Worcestershire (cu districtele respective)
- autoritățile unitare (1) Herefordshire, (2) Shropshire, (5) Stoke-on-Trent și (3) Telford și Wrekin

East Midlands cuprinde: 
- comitatele nemetropolitane (1) Derbyshire, (6) Leicestershire, (5) Lincolnshire, (9) Northamptonshire și (3) Nottinghamshire (cu districtele respective)
- autoritățile unitare din (2) Derby, (7) Leicester, (4) Nottingham și (8) Rutland

Deși fac parte din comitatul ceremonial Lincolnshire, autoritățile unitare Lincolnshire de Nord și Nord-Est (nereprezentate) se află de fapt în regiunea Yorkshire și Humber și, prin urmare, nu se află în regiunea recunoscută oficial ca East Midlands. 
Cele două regiuni au o populație combinată de 10.350.697 (estimare la jumătatea anului 2014),  și o suprafață de 28.630 km². 
Cea mai mare conurbație din Midlands, care include orașele Birmingham și Wolverhampton, este acoperită aproximativ de comitatul metropolitan⁠(d) West Midlands (care include și orașul Coventry); regiunea urbană⁠(d) aferentă extinzându-se în zonele învecinate din Shropshire, Staffordshire, Warwickshire și Worcestershire. 
Diverse părți din Midlands, în special Warwickshire și Leicestershire, sunt uneori denumite Inima Angliei, în special în literatura turistică, având în vedere că centrul geografic al Angliei este considerat a fi în acest arc. 
Diferite zone din Midlands au propriul lor caracter distinctiv, dând naștere multor grupuri de istorie locală și patrimoniu industrial. Nottingham a jucat un rol notabil în Războiul Civil Englez, care este comemorat într-o serie de nume de loc (Parliament Terrace, Parliament Street, Standard Hill). Zone precum Valea Ambra și Erewash din Derbyshire combină mediul rural atractiv cu moștenirea industrială și au canale istorice și situri asociate cu industria minieră. Țara Neagră⁠(d), în mare parte orașele Dudley⁠(d), Sandwell, Wolverhampton și Walsall, au jucat un rol important în revoluția industrială.     

## Geografie
Midlands este predominant o zonă șeasă, deși dealurile izolate, cum ar fi Turners Hill⁠(d), din conurbația Black Country (la 271 m) oferă priveliști întinse. Zonele montane se află în vestul și nordul regiunii, cu Dealurile Shropshire⁠(d) la vest, aproape de granița cu Țara Galilor, și zona districtului Peak⁠(d) din sudul Peninilor, în nordul regiunii. Dealurile Shropshire ating o înălțime de 540 m în Brown Clee Hill⁠(d) și cuprind Long Mynd⁠(d), Clee Hills⁠(d) și creasta Stiperstones⁠(d). Wenlock Edge⁠(d), care trece prin mijlocul zonei de frumusețe naturală deosebită⁠(d) (AONB) Shropshire Hills, este o creastă lungă, joasă, care se întinde pe peste 24 km. Districtul Peak atinge înălțimi cuprinse între 300–600 m; Kinder Scout⁠(d) este punctul cel mai înalt la 636 m.  Mai la sud, granița galeză ajunge la peste 700 m altitudine, la Black Mountain⁠(d) care, la 703 m, este astfel punctul cel mai înalt din Herefordshire. 
Dealurile Malvern sunt alcătuite din unele dintre cele mai vechi stânci din Anglia (în jur de 680 de milioane de ani) și se extind pe aproximativ 13 km prin două comitate din West Midlands (Worcestershire și Herefordshire), precum și nordul Gloucestershire-ului din Sud-Vest. Cel mai înalt punct al dealurilor este Worcestershire Beacon⁠(d) la 425 m deasupra nivelului mării (referință SO Grid SO768452).  